# Хосе Масіас
Хосе Бартоломе Масіас (ісп. José Bartolomé Macías; 3 лютого 1901, Банфілд, Аргентина — 10 квітня 1966) — аргентинський футбольний рефері. Працював арбітром з 1928 по 1949 рік. Вважається одним із найкращих арбітрів в історії Аргентини.

## Біографія
Працював на матчах першого чемпіонату світу. Провів як головний арбітр дві зустрічі: США — Бельгія і США — Парагвай, ставши першим аргентинським арбітром, що обслуговував матчі чемпіонату світу. Також залучався для суддівства матчів Кубка Південної Америки на турнірах 1937, 1941, 1942, 1945 та 1946 року, є рекордсменом серед футбольних суддів за цим показником — 25 появ на полі. Масіас частіше інших арбітрів судив матчі суперкласико (11 разів).
Помер у віці 63 років від серцевого нападу.